# Ketumala farinosa
Ketumala farinosa är en insektsart som beskrevs av William Lucas Distant 1912. Ketumala farinosa ingår i släktet Ketumala och familjen Flatidae. Inga underarter finns listade i Catalogue of Life.